# Rathmore
Rathmore (irisch An Ráth Mhór, dt. „großes Ringfort“) ist eine Ortschaft im County Kerry im Südwesten der Republik Irland, direkt an der Grenze zum County Cork. Der Ort liegt im Herzen der Gegend Sliabh Luachra, die für ihre traditionelle irische Musik und Kultur bekannt ist. Die Einwohnerzahl von Rathmore belief sich beim Census 2022 auf 766 Personen.
In Rathmore wurden einige bekannte Literaten geboren:
- Eoghan Rua O Súilleabháin (Dichter)
- Aogan O’Rathaille (Dichter und Schriftsteller)

## Verkehr

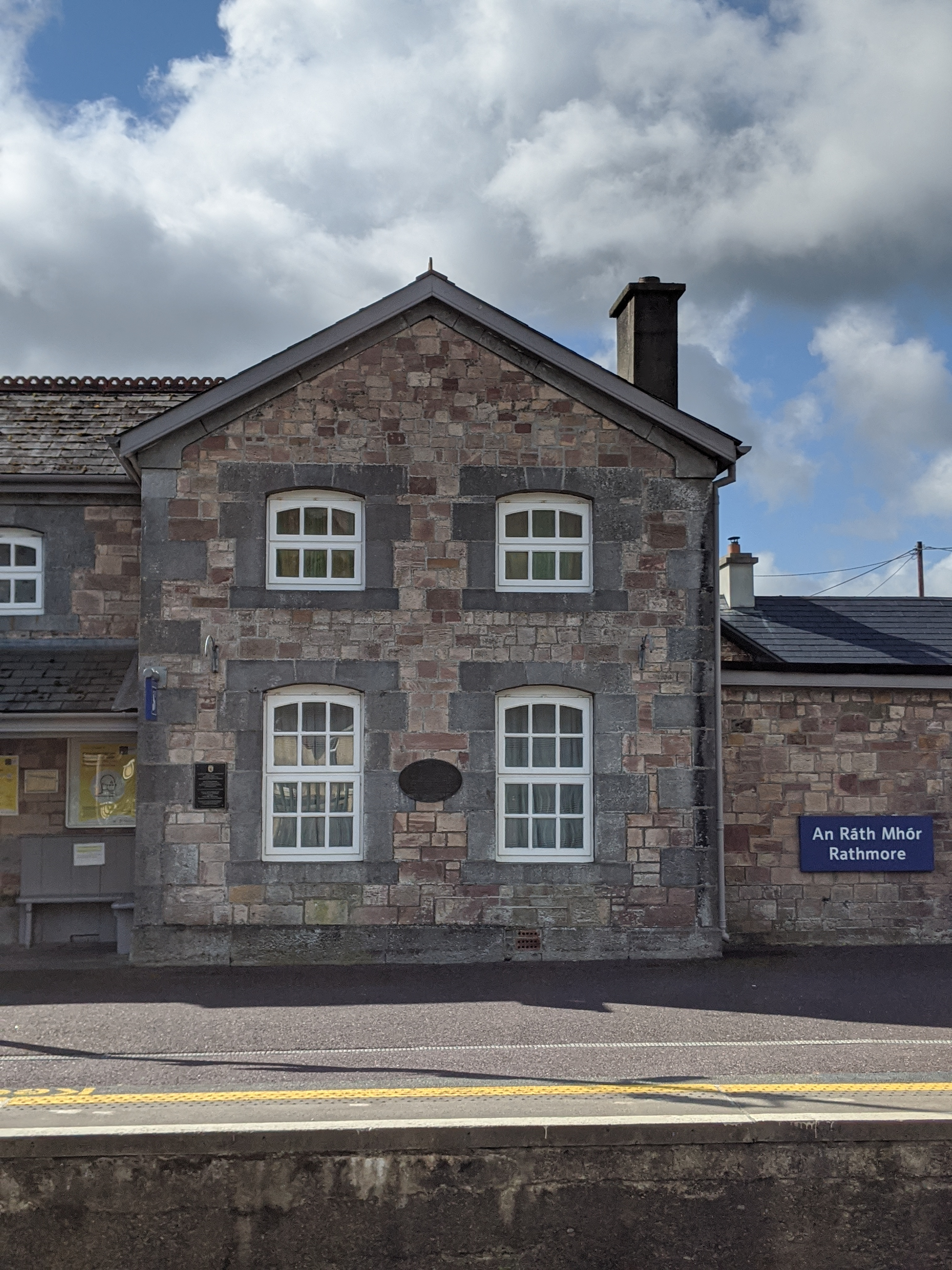
Bahnhofsgebäude von Rathmore

Die Mallow-Tralee-Eisenbahnlinie führt durch den Ort und verbindet ihn mit Cork, Dublin und Tralee. Der Bahnhof von Rathmore wurde am 1. Dezember 1854 eröffnet und ist für den Güterverkehr seit dem 3. November 1975 geschlossen.
Der Überland-Busservice Bus Éireann verbindet den Ort ebenfalls mit Cork City und Tralee.
Rathmore ist zweigeteilt: Der eine Teil des Ortes beherbergt das geschäftliche Zentrum, während sich im anderen Teil die Behörden, Schulen und Kirchen befinden.